# 王晓理
王晓理（1989年6月24日—），湖北人，中国女子羽毛球运动员。她在20岁進入中国国家羽毛球队一队，初期與马晋配对，二人曾拿下2009年世锦赛季军和2010年世锦赛亚军；其後，王晓理改于洋搭档，两人联手拿下了两届世锦赛冠军及一屆亚军，世界排名亦曾長居第一位。2012年伦敦奥运会，志在奪金的于/王組合因消极比赛而被取消资格。2015年底，王晓理宣布退役。

## 簡歷

### 早期及出道

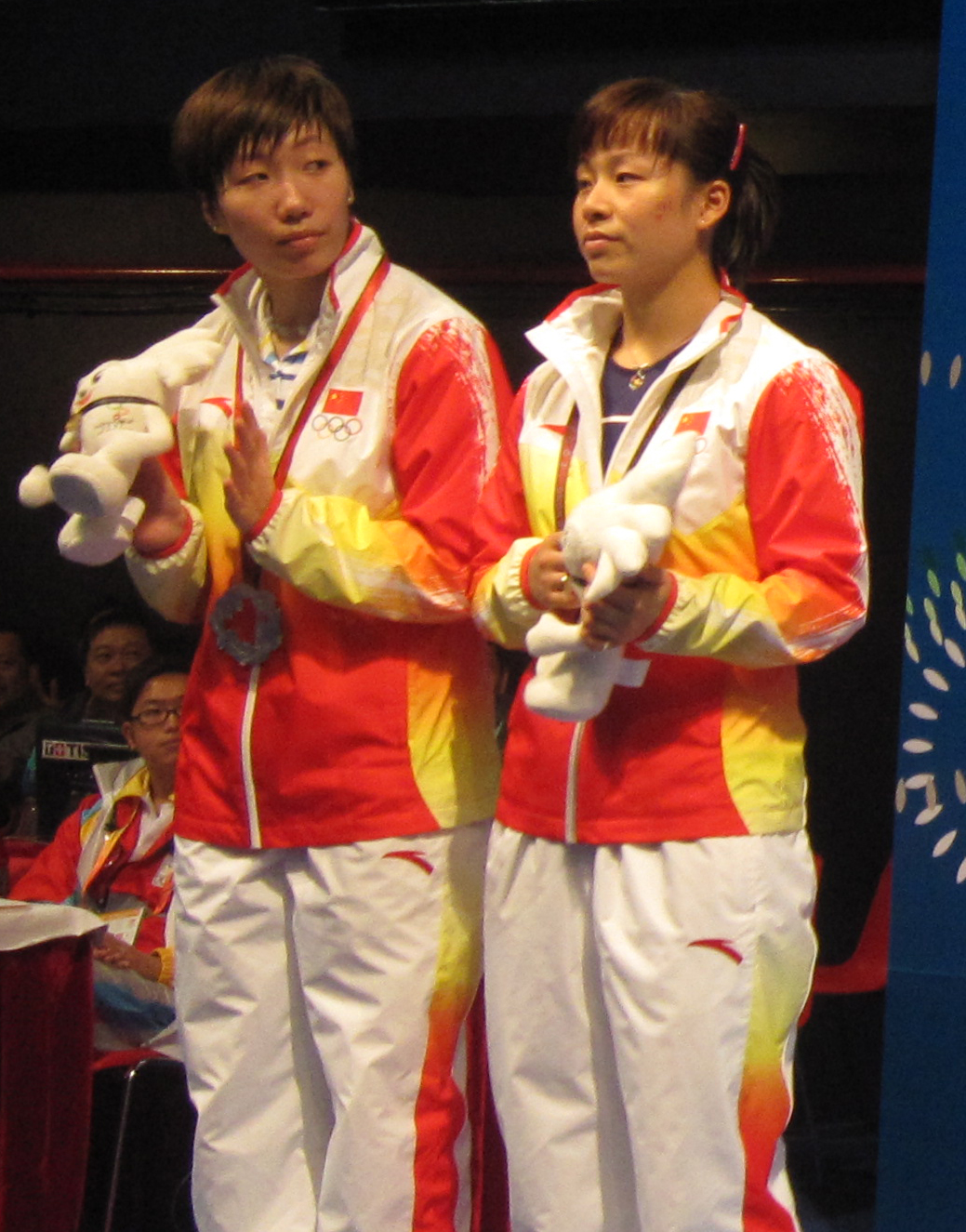
王晓理夥拍马晋奪得2009年東亞運女雙銀牌。

王晓理的母亲李汉珍從前是羽毛球运动员，年青時曾和李玲蔚、关渭贞等世界冠军集训，至1984年退役。
受著母親的影響，王晓理5歲起就被送到体工队跟隨教练孔庆霞开始学打羽毛球；至2005年12月，首度入选中国国家羽毛球队二队。
2006年，王晓理參加世界青年羽毛球錦標賽，奪得女雙冠軍（夥拍马晋）及混合團體亞軍。
2010年11月，王晓理代表中國出戰廣州亞運會，參加羽毛球比賽的女子雙打（夥拍于洋）及團體項目，奪得一金一銀的佳績。

### 2012年 倫敦奧運消極比賽
2012年奧運的羽球比賽改為新制，16強預賽採分組循環，分abcd4組，每組4人，分組前二名晉級8強，8強再取4強，最後為一至四名的決賽，和以往的單淘汰制不同；本次中國隊發生此消極比賽事件的原因之一是籤表早已公佈，且賽制存在缺陷，致使有利用賽制漏洞的運作空間。
2012年7月31日上午，d組的丹麥組合卡米拉·吕特·尤尔/克里斯汀娜·彼德森在2012年夏季奧林匹克運動會羽球女双小组赛中击败中国组合田卿/赵芸蕾（趙在比賽中被羽球擊中眼睛），（田/趙）組成為分組第二；因為（田卿/赵芸蕾）无法获得小组第一，而可能导致两隊中国运动员在决赛前提前相遇，所以a組世界排名第一的另一队中国组合于洋/王晓理在中午的比賽時，中韓雙方竟連發球都會出界，在第一局時球來回的次數不超過4次；韓國隊教練成漢國對中國隊明顯故意輸分的做法向裁判提出抗議，裁判長Thorsten Berg甚至親自走進球場, 提醒中國選手認真面對。最後中國隊以14-21, 11-21输给韩国运动员郑景银/金荷娜，場邊觀眾不滿的噓聲大作；虽然韓國隊抗議中國隊，但印尼隊的比賽時，卻又出現雙方故意輸球的情況。最终中、韩、印尼共四组运动员均被国际羽联除名。（但此一取消資格決定僅限於本次奧運，而不及於任何其他比賽，相關國家的教練與運動員亦不會受到任何懲罰。）
中國大陸官方媒體新華社在第一時間立刻發表評論稱「在體育賽場，道德永遠在利益之上。違背者必然遭到譴責和鄙視。」，之後4隊的空缺由南非、俄羅斯、加拿大及澳洲選手遞補；而奥运会羽毛球的赛制也受到部分媒體的批评，如改变以往的淘汰赛而采用小组赛，小组赛最后一轮不同时进行等。
8月1日，于洋回應只是因為受伤，所以选择利用规则放弃比赛，以令淘汰赛打的更好；「事情就是这么简单，没有那么复杂，但就是这么不可饶恕」。並謂會方无情的安排打碎了她们的梦想，更在微博留言：“这也是我最后一次比赛了。再见国际羽联，再见我挚爱的羽毛球。”。
8月2日，于洋與王曉理在接受新華社與中國中央電視台聯合採訪時，公開向球迷道歉，坦承並未全力以赴，並承諾以後會繼續打好每一場球。

### 2015年 受傷及退役
2015年，王晓理右臂肘部受伤，須接受手术治疗，因此缺席了苏迪曼杯，但重回赛场后仍有隐患，一直未能找回最佳状态。同年8月，王曉理出戰在印尼雅加達舉行的世界羽毛球錦標賽，與于洋第四度合作征戰女子雙打項目。她們最終不敌田卿/赵芸蕾止步八强。
世錦賽後，王晓理一直没有参加任何比赛，为不影响國家队對於翌年奥运會的部署，她便主动退出竞争，讓搭檔于洋改與唐渊渟配对参赛。
12月13日凌晨，王晓理發佈微博，展示一幅跟队友的合影，并写道：“翻了翻照片，发现这居然是最后一次与大家在比赛中聚餐了，拍照时的无感，现在看来真的是尤为珍重，想念你们的同时也为自己勇敢的画上了句号……衷心的希望你们越走越高，就跟锅里的汤底，一直翻腾不要冷却。加油，我的曾经的队友，加油，永远的朋友”，默示自己已經从国家队退役。
王晓理表示，自己在手术后恢复得不太好，始终跟不上队中训练的强度，因此在打完世锦赛后就有了退役的念头。她坦言，在距离里约奧運會还剩不到一年时宣布退役的確有遗憾，但也只能无奈接受。国家队已经批了她的退役申请，她之後先會回到武汉把伤养好，之後还是想从事羽毛球方面的工作。

## 主要比賽成績
只列出曾進入準決賽的國際賽事成績：
| 年份   | 賽事                     | 公開賽級別 | 項目     | 拍檔   | 成績   |
| ------ | ------------------------ | ---------- | -------- | ------ | ------ |
| 2008年 | 澳門羽毛球黃金大獎賽     | 黃金大獎賽 | 女子雙打 | 马晋   | 亞軍   |
| 2008年 | 澳門羽毛球黃金大獎賽     | 黃金大獎賽 | 混合雙打 | 柴飚   | 準決賽 |
| 2009年 | 印度羽毛球黃金大獎賽     | 黃金大獎賽 | 女子雙打 | 马晋   | 冠軍   |
| 2009年 | 亞洲羽毛球錦標賽         | 其他       | 女子雙打 | 马晋   | 金牌   |
| 2009年 | 馬來西亞羽毛球黃金大獎賽 | 黃金大獎賽 | 女子雙打 | 马晋   | 冠軍   |
| 2009年 | 中國羽毛球大師賽         | 超級賽     | 混合雙打 | 陶嘉明 | 冠軍   |
| 2009年 | 日本羽毛球超級賽         | 超級賽     | 女子雙打 | 马晋   | 冠軍   |
| 2009年 | 法國羽毛球超級賽         | 超級賽     | 女子雙打 | 马晋   | 冠軍   |
| 2009年 | 香港羽毛球超級賽         | 超級賽     | 女子雙打 | 马晋   | 冠軍   |
| 2009年 | 中國羽毛球超級賽         | 超級賽     | 女子雙打 | 马晋   | 準決賽 |
| 2010年 | 馬來西亞羽毛球超級賽     | 超級賽     | 女子雙打 | 马晋   | 亞軍   |
| 2010年 | 德國羽毛球大獎賽         | 大獎賽     | 女子雙打 | 马晋   | 冠軍   |
| 2010年 | 全英羽毛球超級賽         | 超級賽     | 女子雙打 | 马晋   | 準決賽 |
| 2010年 | 中國羽毛球大師賽         | 超級賽     | 女子雙打 | 于洋   | 冠軍   |
| 2010年 | 日本羽毛球超級賽         | 超級賽     | 女子雙打 | 于洋   | 冠軍   |
| 2010年 | 香港羽毛球超級賽         | 超級賽     | 女子雙打 | 于洋   | 冠軍   |
| 2010年 | 世界羽聯超級系列賽總決賽 | 首要超級賽 | 女子雙打 | 于洋   | 冠軍   |
| 2011年 | 馬來西亞羽毛球超級賽     | 超級賽     | 女子雙打 | 于洋   | 亞軍   |
| 2011年 | 韓國羽毛球首要超級賽     | 首要超級賽 | 女子雙打 | 于洋   | 冠軍   |
| 2011年 | 全英羽毛球首要超級賽     | 首要超級賽 | 女子雙打 | 于洋   | 冠軍   |
| 2011年 | 亞洲羽毛球錦標賽         | 其他       | 女子雙打 | 于洋   | 金牌   |
| 2011年 | 蘇迪曼盃                 | 其他       | 混合團體 | －     | 金牌   |
| 2011年 | 印尼羽毛球首要超級賽     | 首要超級賽 | 女子雙打 | 于洋   | 冠軍   |
| 2011年 | 世界羽毛球錦標賽         | 其他       | 女子雙打 | 于洋   | 金牌   |
| 2011年 | 中國羽毛球大師賽         | 超級賽     | 女子雙打 | 于洋   | 亞軍   |
| 2011年 | 丹麥羽毛球首要超級賽     | 首要超級賽 | 女子雙打 | 于洋   | 冠軍   |
| 2011年 | 法國羽毛球超級賽         | 超級賽     | 女子雙打 | 于洋   | 冠軍   |
| 2011年 | 香港羽毛球超級賽         | 超級賽     | 女子雙打 | 于洋   | 冠軍   |
| 2011年 | 中國羽毛球首要超級賽     | 首要超級賽 | 女子雙打 | 于洋   | 冠軍   |
| 2011年 | 世界羽聯超級系列賽總決賽 | 首要超級賽 | 女子雙打 | 于洋   | 冠軍   |
| 2012年 | 韓國羽毛球首要超級賽     | 首要超級賽 | 女子雙打 | 于洋   | 準決賽 |
| 2012年 | 全英羽毛球首要超級賽     | 首要超級賽 | 女子雙打 | 于洋   | 亞軍   |
| 2012年 | 優霸盃                   | 其他       | 女子團體 | －     | 金牌   |
| 2012年 | 印尼羽毛球首要超級賽     | 首要超級賽 | 女子雙打 | 于洋   | 冠軍   |
| 2012年 | 中國羽毛球首要超級賽     | 首要超級賽 | 女子雙打 | 于洋   | 冠軍   |
| 2012年 | 香港羽毛球超級賽         | 超級賽     | 女子雙打 | 于洋   | 亞軍   |
| 2012年 | 世界羽聯超級系列賽總決賽 | 首要超級賽 | 女子雙打 | 于洋   | 冠軍   |
| 2013年 | 韓國羽毛球首要超級賽     | 首要超級賽 | 女子雙打 | 于洋   | 冠軍   |
| 2013年 | 全英羽毛球首要超級賽     | 首要超級賽 | 女子雙打 | 于洋   | 冠軍   |
| 2013年 | 亞洲羽毛球錦標賽         | 其他       | 女子雙打 | 于洋   | 金牌   |
| 2013年 | 蘇迪曼盃                 | 其他       | 混合團體 | －     | 金牌   |
| 2013年 | 印尼羽毛球首要超級賽     | 首要超級賽 | 女子雙打 | 于洋   | 亞軍   |
| 2013年 | 世界羽毛球錦標賽         | 其他       | 女子雙打 | 于洋   | 金牌   |
| 2013年 | 中國羽毛球大師賽         | 超級賽     | 女子雙打 | 于洋   | 冠軍   |
| 2013年 | 中國羽毛球首要超級賽     | 首要超級賽 | 女子雙打 | 于洋   | 冠軍   |
| 2013年 | 世界羽聯超級系列賽總決賽 | 首要超級賽 | 女子雙打 | 于洋   | 銅牌   |
| 2014年 | 全英羽毛球首要超級賽     | 首要超級賽 | 女子雙打 | 于洋   | 冠軍   |
| 2014年 | 印度羽毛球超級賽         | 超級賽     | 女子雙打 | 马晋   | 準決賽 |
| 2014年 | 優霸盃                   | 其他       | 女子團體 | －     | 金牌   |
| 2014年 | 中華台北羽球黃金大獎賽   | 黃金大獎賽 | 女子雙打 | 于洋   | 亞軍   |
| 2014年 | 世界羽毛球錦標賽         | 其他       | 女子雙打 | 于洋   | 銀牌   |
| 2014年 | 亞洲運動會羽毛球比賽     | 其他       | 女子團體 | －     | 金牌   |
| 2014年 | 丹麥羽毛球首要超級賽     | 首要超級賽 | 女子雙打 | 于洋   | 冠軍   |
| 2014年 | 法國羽毛球超級賽         | 超級賽     | 女子雙打 | 于洋   | 冠軍   |
| 2014年 | 中國羽毛球首要超級賽     | 首要超級賽 | 女子雙打 | 于洋   | 冠軍   |
| 2015年 | 全英羽毛球首要超級賽     | 首要超級賽 | 女子雙打 | 于洋   | 亞軍   |
| 2015年 | 新加坡羽毛球超級賽       | 超級賽     | 女子雙打 | 于洋   | 準決賽 |
| 2015年 | 亞洲羽毛球錦標賽         | 其他       | 女子雙打 | 于洋   | 銀牌   |

| 2007-2017年 | 首要超級賽 | 超級賽 | 黃金大獎賽 | 大獎賽 | 國際挑戰賽 | 國際系列賽 | 未來系列賽 | 其他 |

### 奧運會和世錦賽參賽紀錄
|          | 搭檔 | 2009 | 2010 | 2011 | 2012     | 2013 | 2014 | 2015 |
| -------- | ---- | ---- | ---- | ---- | -------- | ---- | ---- | ---- |
| 女子雙打 | 马晋 | 季軍 | 亞軍 | －   | －       | －   | －   | －   |
| 女子雙打 | 于洋 | －   | －   | 冠軍 | 取消資格 | 冠軍 | 亞軍 | 8強  |

### 世界冠軍頭銜
王晓理在羽毛球生涯中共奪得6項羽毛球世界冠軍頭銜。
| 賽事             | 奪冠次數 | 年份                                  |
| ---------------- | -------- | ------------------------------------- |
| 世界羽毛球锦标赛 | 2        | 2011年（女子雙打） 2013年（女子雙打） |
| 尤伯杯           | 2        | 2012年、2014年（女子團體）            |
| 蘇迪曼杯         | 2        | 2011年、2013年（混合團體）            |
| 總計             | 6        |                                       |

## 主要對賽紀錄
王曉理與不同搭檔的主要對手的對賽成績如下（只列出對賽五次或以上對手，截至2018年2月16日）：
女雙 - 馬晉
| 對手        | 對賽次數 | 對賽結果 | 對賽結果 | 總計 |
| 對手        | 對賽次數 | 勝       | 負       | 總計 |
| ----------- | -------- | -------- | -------- | ---- |
| 成淑 趙芸蕾 | 7        | 4        | 3        | +1   |
| 于洋 杜婧   | 6        | 1        | 5        | -4   |
| 其他選手    | 65       | 61       | 4        | +57  |
| 總計        | 78       | 66       | 12       | +54  |

女雙 - 于洋
| 對手                                | 對賽次數 | 對賽結果 | 對賽結果 | 總計 |
| 對手                                | 對賽次數 | 勝       | 負       | 總計 |
| ----------------------------------- | -------- | -------- | -------- | ---- |
| 田卿 趙芸蕾                         | 17       | 11       | 6        | +5   |
| 謝影雪 潘樂恩                       | 8        | 8        | 0        | +8   |
| 金旼貞 河貞恩                       | 8        | 7        | 1        | +6   |
| 松尾靜香 內藤真實                   | 7        | 7        | 0        | +7   |
| 克里斯汀娜·彼德森 卡米拉·呂特·尤爾  | 7        | 6        | 1        | +5   |
| 成淑 趙芸蕾                         | 6        | 6        | 0        | +6   |
| N·K·馬赫斯瓦里 格雷西婭·波利        | 6        | 3        | 3        | 0    |
| 金荷娜 鄭景銀                       | 6        | 5        | 1        | +4   |
| 馬晉 湯金華                         | 5        | 5        | 0        | +5   |
| 前田美順 末綱聰子                   | 5        | 5        | 0        | +5   |
| 恭差拉·沃拉威七猜恭 當甲農·阿倫革頌 | 5        | 5        | 0        | +5   |
| 松友美佐紀 高橋禮華                 | 5        | 4        | 1        | +3   |
| 其他選手                            | 133      | 124      | 9        | +115 |
| 總計                                | 218      | 196      | 22       | +174 |

## 節目嘉賓
| 年份 | 日期  | 電視台   | 節目名稱       | 備註 |
| ---- | ----- | -------- | -------------- | ---- |
| 2016 | 05.15 | 浙江衛視 | 來吧冠軍第一季 | 羽球 |

## 外部連結
- 王晓理在国际奥林匹克委员会的资料